# Italo Federico Quercia
Italo Federico Quercia (Roma, 25 gennaio 1921 – Roma, 21 giugno 1987) è stato un fisico italiano.

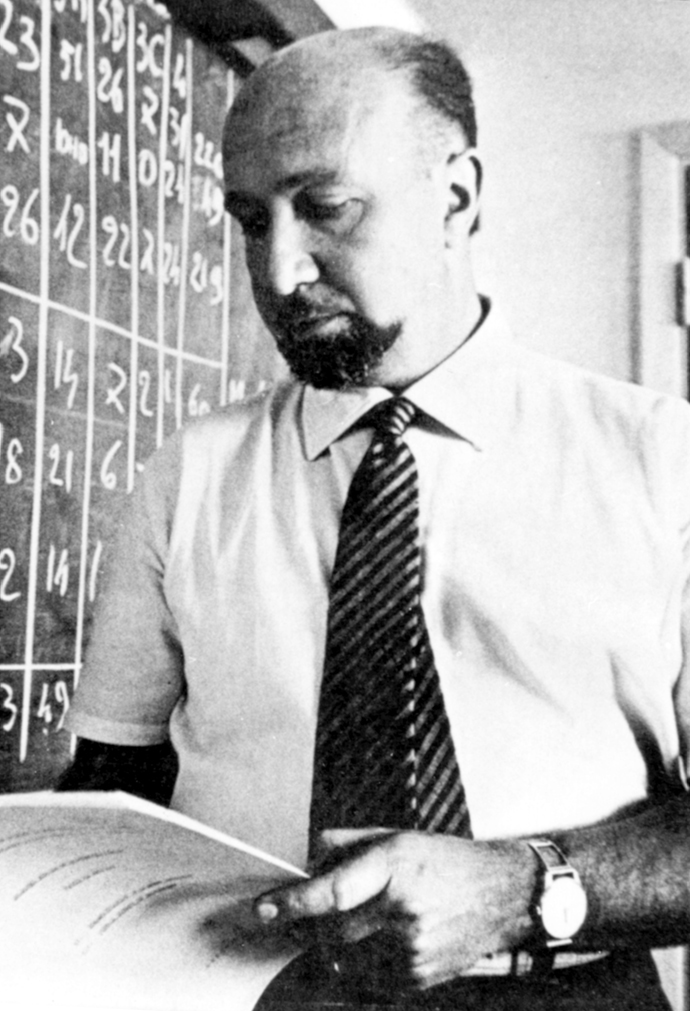
Nel 1963, in un momento del lavoro di direttore dei Laboratori Nazionali di Frascati dell’INFN (Archivio documentale Quercia).

È noto soprattutto per gli studi sulla fisica delle particelle elementari e sull’elettronica dei sistemi di rivelazione, misura e controllo utilizzati nella fisica nucleare sperimentale. Si occupò inoltre dello sviluppo della ricerca nel Mezzogiorno e dello sviluppo delle energie rinnovabili. Uomo di ingegno poliedrico e di grande cultura, ebbe successo anche nel campo delle arti figurative.

## Biografia

### Gioventù

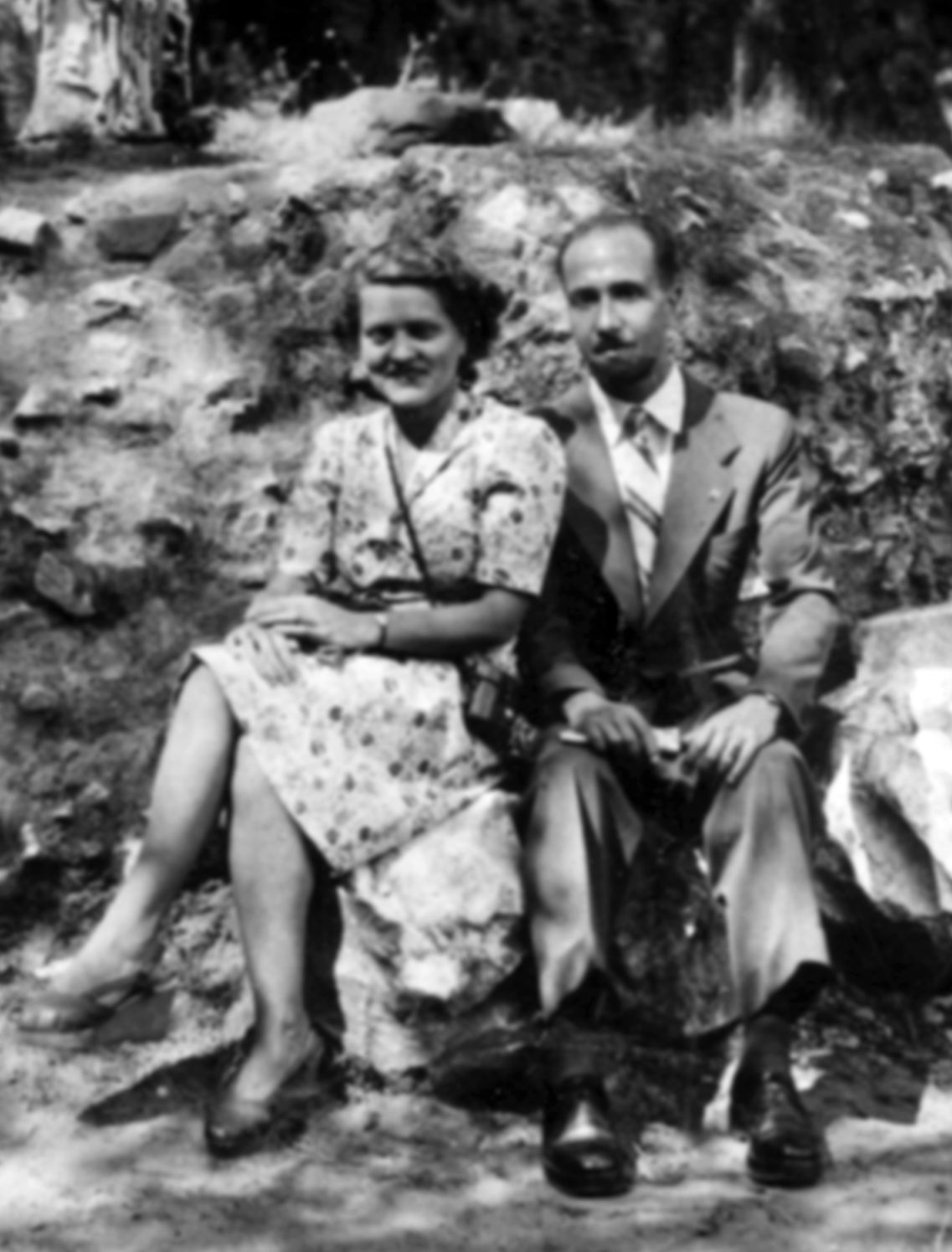
Con la moglie Sandra Perali nel 1950 (Archivio documentale Quercia).

Nacque da Camillo Quercia, dirigente del Ministero dell'Educazione Nazionale (Pubblica Istruzione), figlio del letterato e patriota risorgimentale napoletano Federico Quercia, e da Oronzina Tanzarella (Ornella), pedagogista e autrice di libri di testo unificati per le scuole di Stato, di rubriche pedagogiche, di romanzi e di racconti per l’infanzia. Nel 1946 sposò Alessandra (Sandra) Perali, appartenente ad una famiglia di gioiellieri romani di origine orvietana. Con la moglie si stabilì a Roma, in via Barnaba Oriani, dove negli anni successivi nacquero i due figli Pier Camillo e Francesca Federica.

### Formazione
Frequentò a Roma il liceo classico Torquato Tasso, conseguendo la licenza liceale nel giugno 1939. Frequentò poi la Facoltà di Scienze (Fisica) dell’università di Roma, divenendo uno degli allievi prediletti di Edoardo Amaldi. Si laureò con lode in Fisica nel dicembre 1943, a soli 22 anni, discutendo una tesi sulla fisica dei raggi cosmici.

## Attività

### Attività accademica
Nel gennaio 1944, subito dopo la laurea, fu assistente volontario della cattedra di Fisica teorica dell’Università di Roma. Nel 1948 fu assistente incaricato presso lo stesso istituto e l’anno successivo assistente ordinario presso la cattedra di Fisica sperimentale. Dal 1944 in poi svolse attività didattica presso l’Istituto di Fisica, tenendo corsi di teoria ed esercitazioni per gli studenti di Fisica e di Ingegneria. Nel 1952 conseguì la libera docenza in Fisica superiore. Nell’anno accademico 1954-55 tenne il corso di Fondamenti di elettronica presso l’Istituto di Fisica dell’università di Pisa. Dal 1955 al 1958 fu professore incaricato del corso di Elettronica presso l’Istituto di Fisica dell’università di Roma. Poi fu professore straordinario di Fisica sperimentale presso l’Istituto di Fisica dell’università di Catania. Nel 1962 vinse la cattedra di Fisica molecolare presso lo stesso istituto. Nel 1974, dopo trent’anni di insegnamento, chiese ed ottenne il collocamento a riposo come professore universitario, e continuò a lavorare presso i laboratori di ricerca di Frascati dell’Istituto Nazionale di Fisica Nucleare (INFN) . Ma nel novembre 1985 fu richiamato in ruolo in qualità di professore ordinario della cattedra di Energetica presso la Facoltà di Scienze dell'Università di Roma “Tor Vergata”, dove insegnò fino alla sua scomparsa. All’attività accademica associò la pubblicazione di libri di testo, dispense e testi di esercitazioni.

### Attività di ricerca

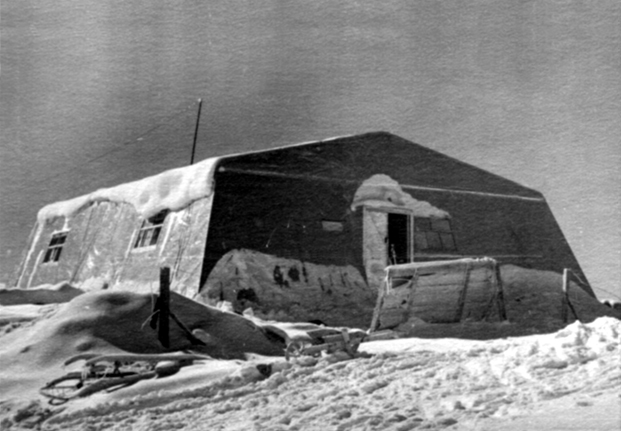
Il laboratorio ad alta quota della “Testa Grigia” nel 1948 (Archivio documentale Quercia).

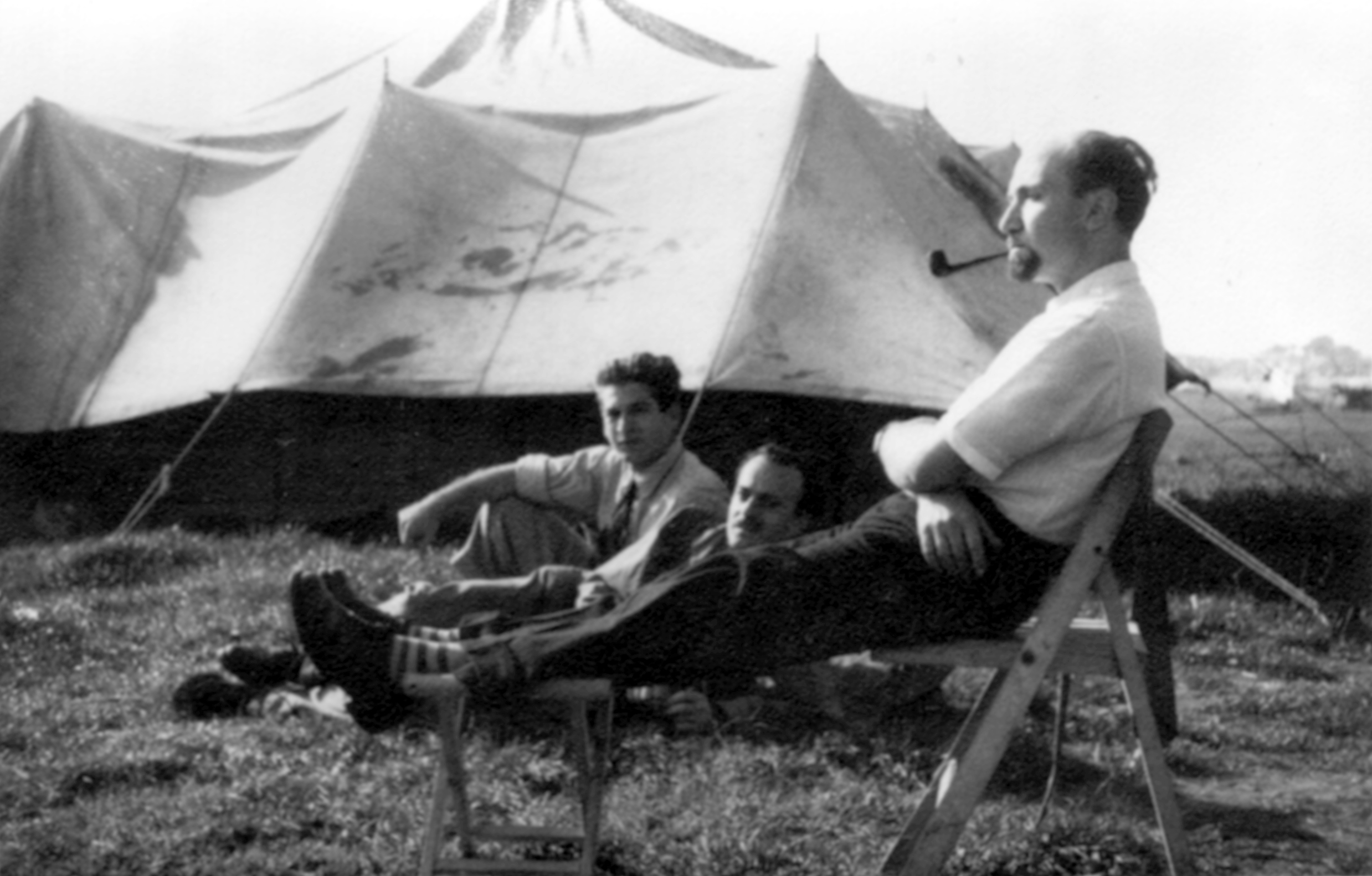
Con i colleghi Brunello Rispoli e Sebastiano Sciuti durante una pausa di lavoro a Breuil (Cervinia, AO) nel 1948 (Archivio documentale Quercia).

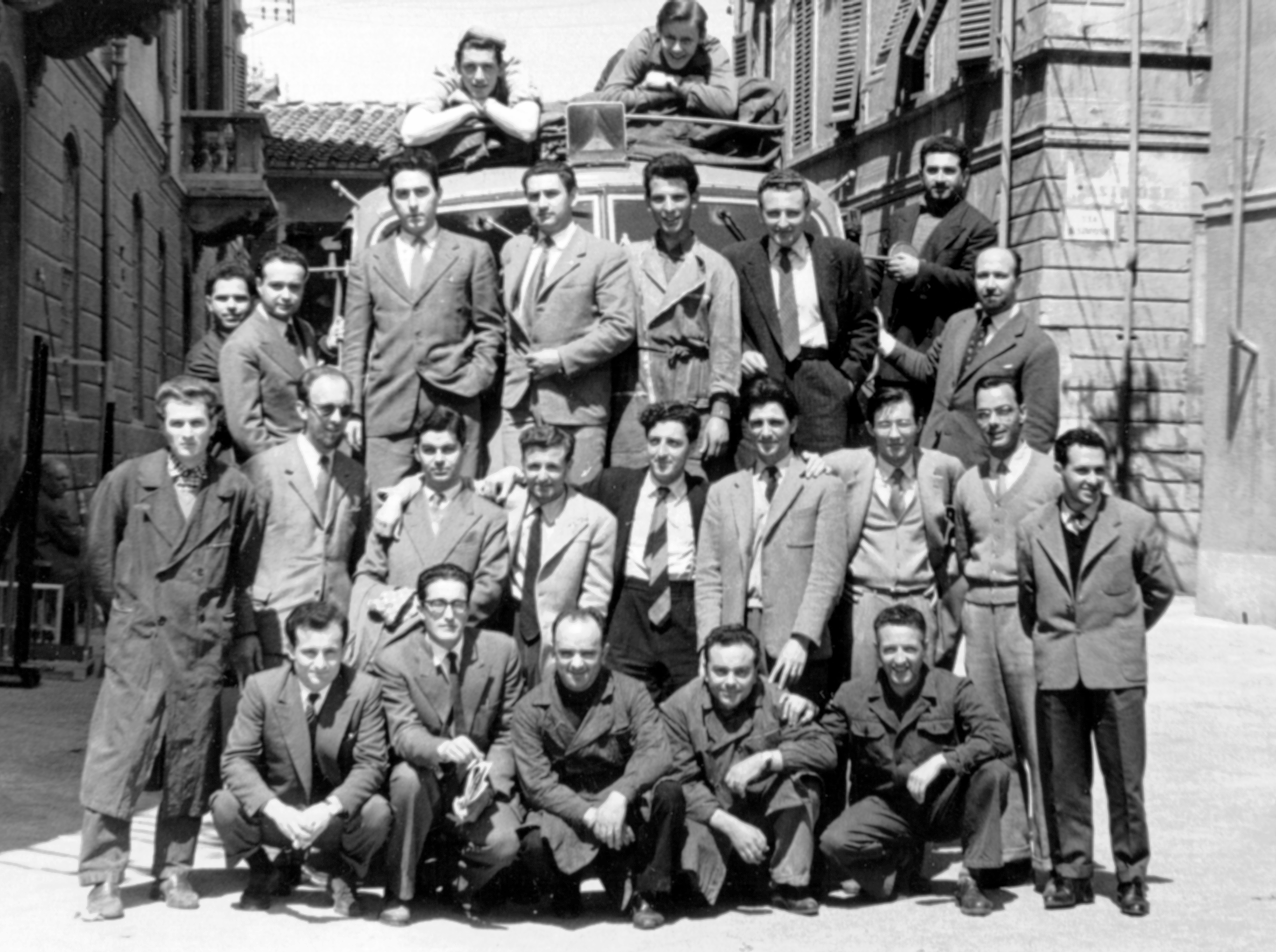
Il gruppo dei fisici e dei tecnici che darà vita ai Laboratori Nazionali di Frascati fotografato nel 1954 all'atto della partenza da Pisa. Quercia è a destra in terza fila (Archivio documentale Quercia).

In parallelo all’attività di docenza, svolse attività di ricerca sulla fisica delle particelle elementari. Dal 1943 al 1953 svolse ricerche sulla radiazione cosmica, in particolare sui mesoni, presso l’Università di Roma, il laboratorio ad alta quota della “Testa Grigia” sul Plateau Rosa (Breuil, Cervinia, AO) e il Tata Institute of Fundamental Research di Bombay (India). Dal 1953 al 1959, su incarico del Comitato Nazionale per le Ricerche Nucleari (il CNRN, che diventerà CNEN e successivamente ENEA), partecipò al progetto e alla realizzazione dei Laboratori Nazionali di Frascati dell’INFN (Istituto Nazionale di Fisica Nucleare) e in particolare dell’Elettrosincrotrone Nazionale.

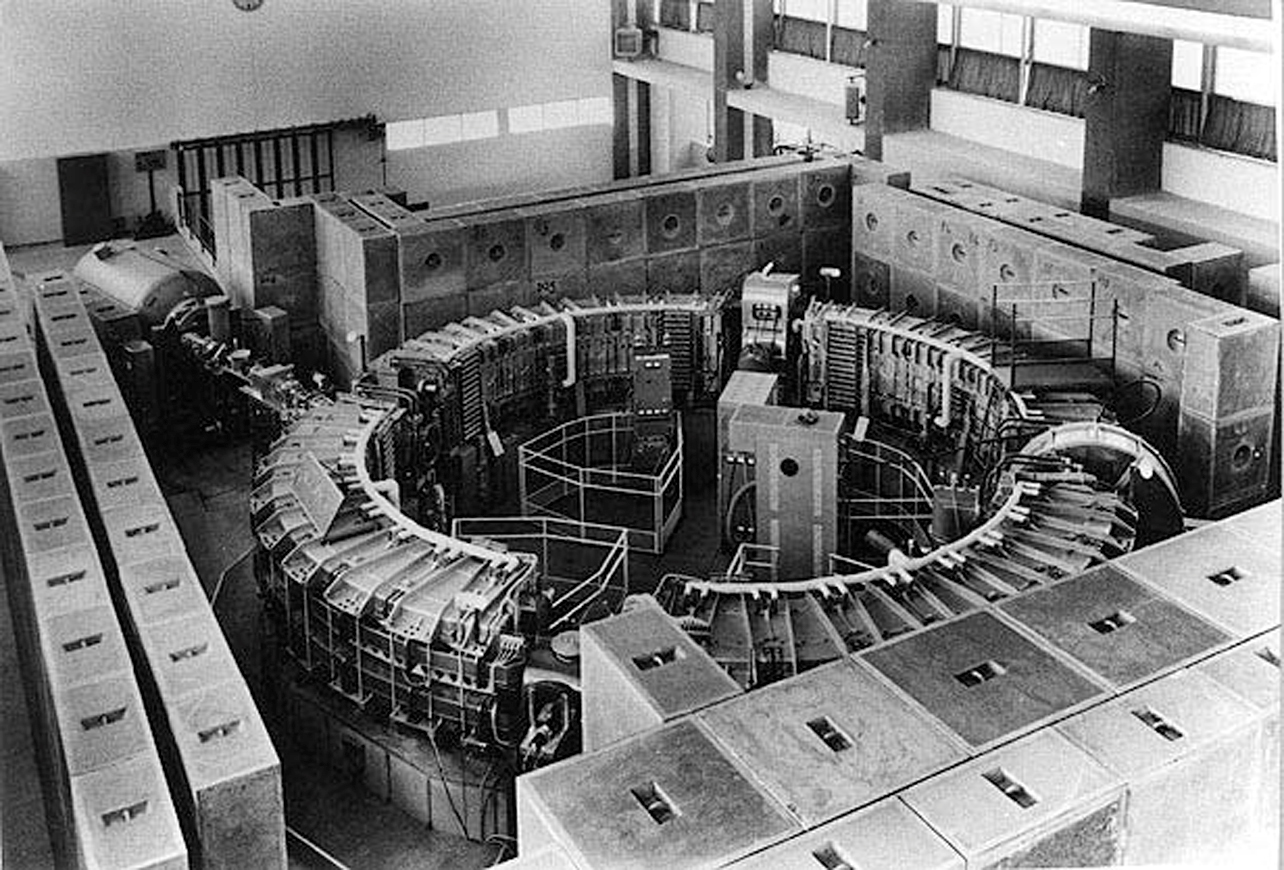
L’Elettrosincrotrone dei Laboratori Nazionali di Frascati in fase di costruzione nel febbraio 1958 (Archivio documentale Quercia).

Annoverato tra i massimi esperti internazionali di elettronica, nuova disciplina scientifica nata nel dopoguerra in connessione con le ricerche di fisica nucleare, fu nominato responsabile dei sistemi di controllo e del sistema a radiofrequenza della nuova macchina acceleratrice di particelle (l'Elettrosincrotrone Nazionale) in costruzione presso i Laboratori Nazionali di Frascati. Dopo anni di duro lavoro, il progetto dell'elettrosincrotrone (sincrotrone per elettroni) fu coronato da pieno successo: nel 1958 la macchina raggiunse la massima energia e, per alcuni anni, fu il più potente acceleratore di elettroni del mondo, contribuendo a dare prestigio internazionale alla già apprezzata Fisica italiana.
A partire dal 1959 svolse ricerche nel campo della fisica dei solidi (positronio, impiantazione ionica, superconduttività, film sottili) senza trascurare gli sviluppi e i miglioramenti dell’elettrosincrotrone di Frascati. A tal fine progettò e realizzò dispositivi elettronici di controllo e misura e collaborò alla realizzazione di un microtrone. La sua attività presso i Laboratori Nazionali di Frascati si protrasse fino al novembre 1985, allorché lasciò l’INFN per assumere la cattedra di Energetica presso l'Università di Roma "Tor Vergata".

### Incarichi direttivi

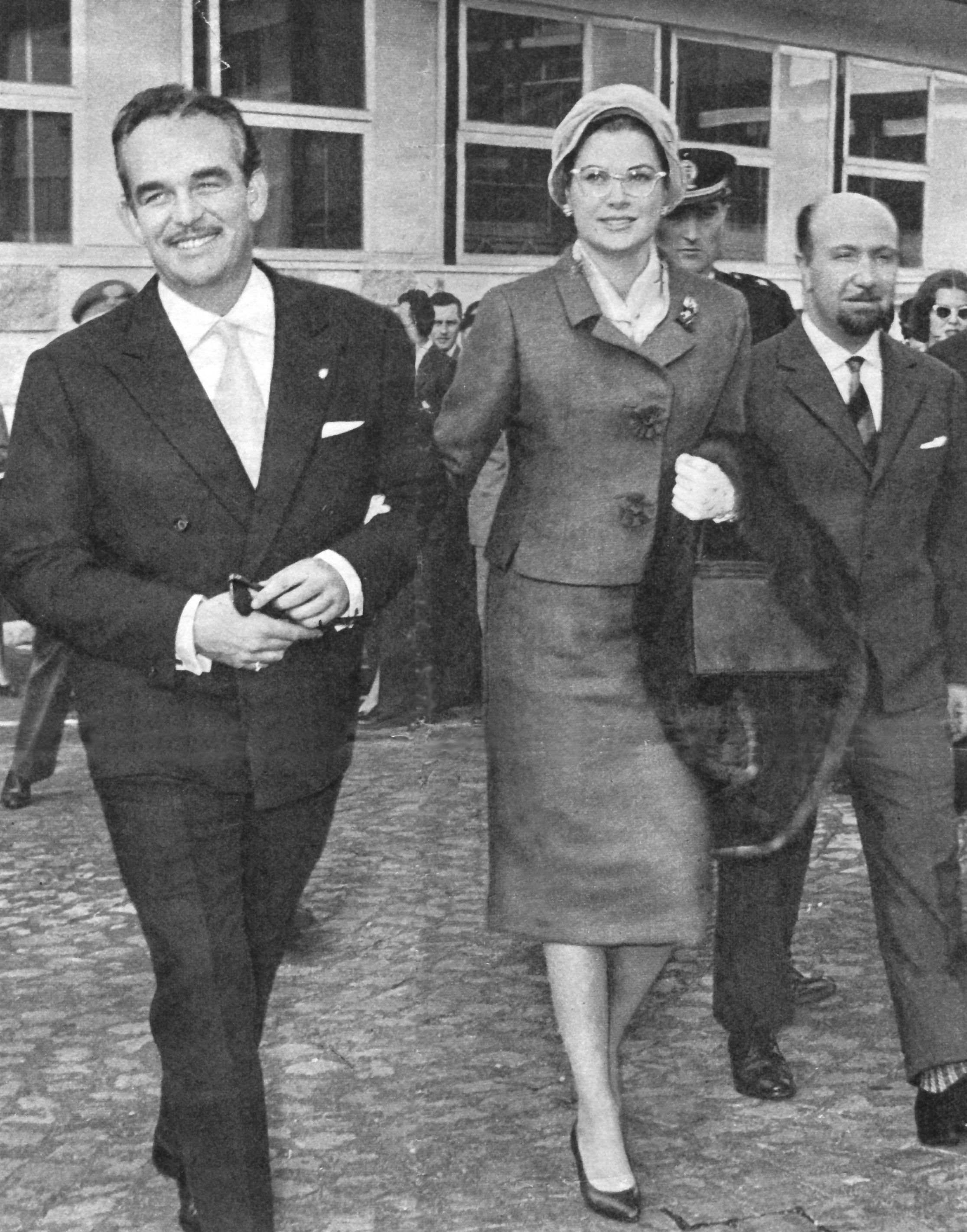
Il 6 novembre 1959 mentre accompagna i principi Ranieri e Grace di Monaco in visita ai Laboratori Nazionali di Frascati dell’INFN (Archivio documentale Quercia).

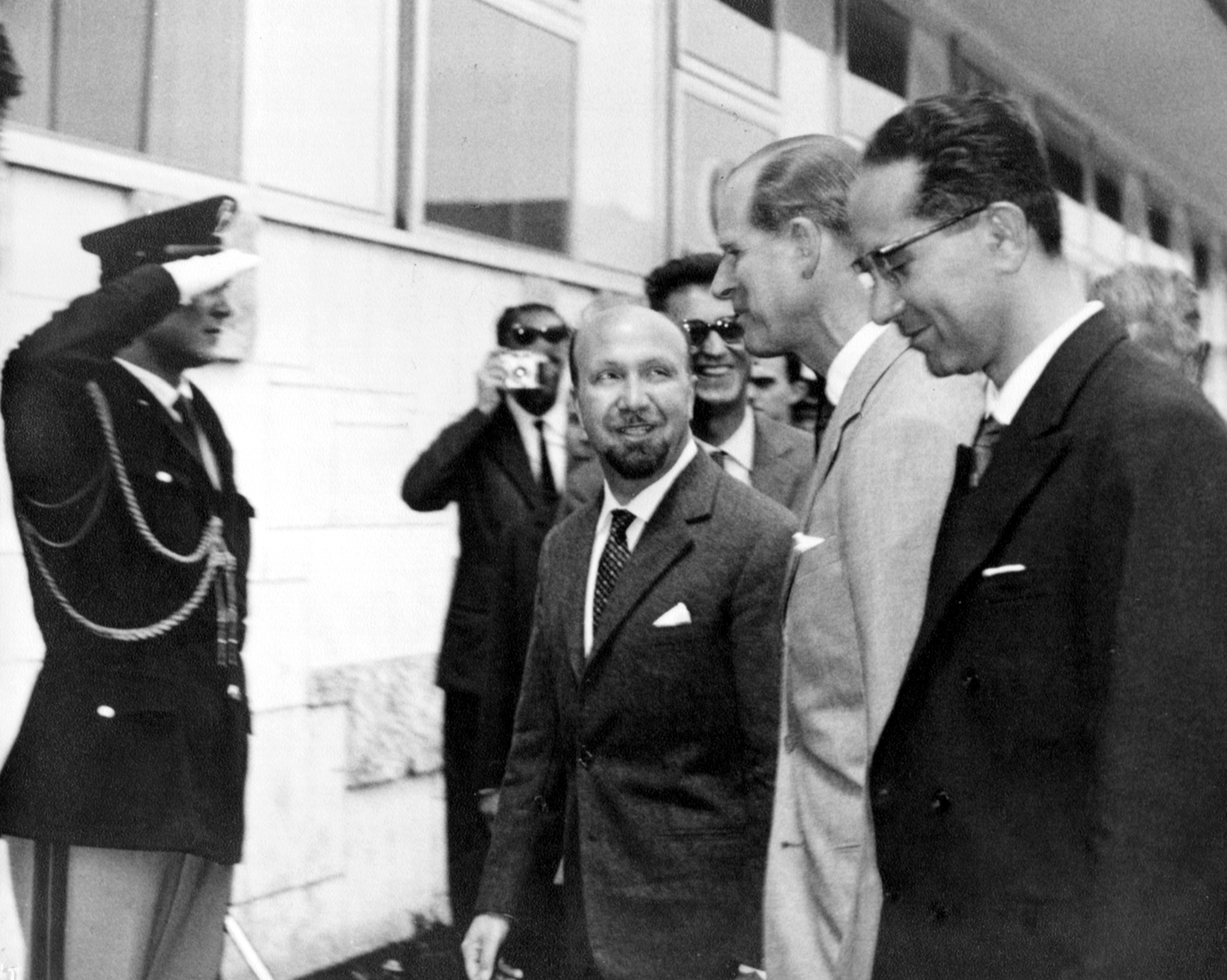
II 3 maggio 1961 mentre accompagna il ministro Emilio Colombo e il principe Filippo di Edimburgo in visita ai Laboratori Nazionali di Frascati dell'INFN (Archivio documentale Quercia).

A partire dalla fine degli anni Cinquanta, assunse importanti responsabilità direttive nell’ambito del sistema nazionale della ricerca. Presso l’Istituto Nazionale di Fisica Nucleare fu membro della Giunta esecutiva e del Consiglio direttivo; direttore della Sezione siciliana; vicedirettore prima e direttore poi - per due quadrienni - dei Laboratori Nazionali di Frascati, e infine direttore generale tecnico presso la sede centrale dell’Istituto. Presso l’Università di Catania fu direttore degli Istituti di Fisica generale, Fisica nucleare, Fisica teorica e di Struttura della materia. Presso il Centro siciliano di Fisica nucleare e Struttura della materia fu prima vicedirettore e poi direttore. Fu prima membro e poi presidente del Comitato regionale delle ricerche nucleari della Regione Sicilia. Presso il Consiglio Nazionale delle Ricerche (CNR) fu membro del Comitato per la Fisica nonché vicepresidente prima e presidente poi della Commissione per lo sviluppo della ricerca nel Mezzogiorno, nonché condirettore della International School of Applied Physics.

### Energetica
Dal 1974 si impegnò nelle ricerche sull’utilizzazione delle fonti integrative di energia, e in particolare del solare, dell’eolico e delle biomasse. Fra il 1974 e il 1981 fu coeditore di numerosi corsi sulla conversione dell’energia solare organizzati dall’International College of Applied Physics e dall’International Centre of Theoretical Physics di Trieste. Nel 1979, su richiesta dell’UNESCO, partecipò come rappresentante italiano allo storico convegno di San Paolo del Brasile sulla conversione delle biomasse, sulla base delle cui risultanze alcuni governi, tra i quali quello brasiliano, decisero di sviluppare la distillazione di carburanti per autotrazione (biocombustibili) dalle produzioni agricole.

### Mezzogiorno
Nell’ottobre 1974 organizzò uno storico convegno che si svolse a Pugnochiuso, sul Gargano, in esito al quale la presidenza del CNR, nel gennaio 1975, istituì una commissione sui problemi di sviluppo del Mezzogiorno, chiamandolo a farne parte. Nell’ottobre 1976 egli propose una bozza di piano quinquennale per il rilancio della ricerca nel Sud come motore di sviluppo socioeconomico. Il piano includeva l’embrione di quello che diventerà successivamente il “Progetto CERIA”, riguardante un centro di ricerca sulle risorse energetiche e ambientali da realizzare nel Mezzogiorno sulla base di un accordo università-industria. Nel 1977 la commissione fu reiterata dal nuovo vertice del CNR e Italo Federico Quercia fu chiamato a presiederla. Nel gennaio 1979 ripropose il suo progetto, corredato di una bozza di accordo tecnico-economico con le principali industrie italiane pubbliche e private. Ma il progetto rimase sulla carta, mentre in Italia la ricerca scientifica pubblica sperimentava le prime gravi crisi di bilancio.

### Divulgazione scientifica
Italo Federico Quercia fu anche un grande divulgatore scientifico. Il testo “Problemi di Fisica sperimentale”, scritto insieme al collega e amico B. Rispoli e pubblicato per la prima volta nel 1948, ha avuto molteplici edizioni lungo l’arco di quarant’anni, così come il testo “Fondamenti di Elettronica”, scritto con M. Puglisi, le dispense e i testi di esercitazioni di elettronica applicata. Fu per molti anni redattore della voce "Fisica" dell’Annuario Rizzoli. Negli anni Sessanta collaborò con l’Enciclopedia Garzanti. Negli anni Settanta collaborò con l’Enciclopedia Treccani e fu assiduo e competente frequentatore delle rubriche radiofoniche “Incontri con la scienza”, “Come e perché”, “Piccola enciclopedia popolare”, “Piccolo pianeta”, “La Scienza come scelta”, “XX Secolo”, prodotte e trasmesse dalla RAI. Negli anni Ottanta collaborò con la rivista di divulgazione scientifica “Scienza Duemila” e con le opere enciclopediche Larousse, Rizzoli, Garzanti e Treccani, continuando ad assolvere l’incarico di direttore responsabile del “Notiziario” dell’Istituto Nazionale di Fisica Nucleare, del quale fu nominato direttore esecutivo nel novembre 1985. Numerosissime le conferenze da lui tenute presso istituzioni, centri e associazioni culturali. Fra le carte che ha lasciato esiste anche il manoscritto di 260 pagine di un romanzo inedito di fantascienza dal titolo “A.D. 2184. Nostalgia del futuro”.

### Arte e letteratura
Italo Federico Quercia conosceva e praticava la lingua tedesca a livello letterario. Fra il 1943 e il 1945 la rivista “Lo Spettatore” pubblicò una serie di sue traduzioni di brani tratti da “Blätter und Steine” (Foglie e Pietre) di Ernst von Jünger, vate del nazionalismo rivoluzionario tedesco: “Lettera dalla Sicilia all’uomo della luna”, “La polvere demoniaca”, “Lode delle vocali”, “I paesaggi di Zaratustra” e “Del dolore”. I quaderni nei quali Quercia trascrisse le traduzioni sono in parte stenografati.

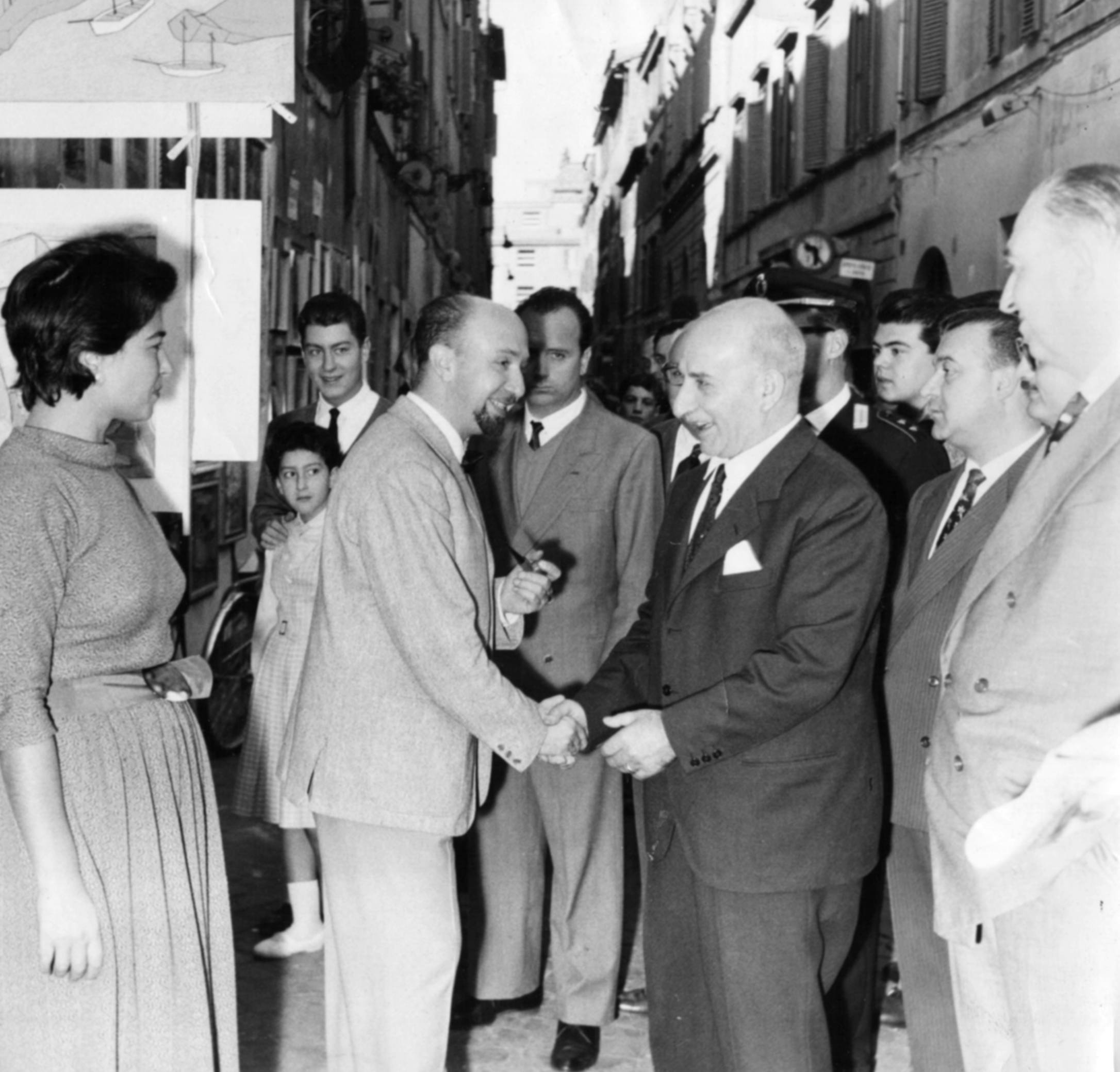
Nel 1957 mentre espone i suoi dipinti in occasione dell’appuntamento annuale di Via Margutta a Roma (Archivio documentale Quercia).

Agli interessi letterari abbinò quelli per le arti figurative. A partire dal 1957 espose le sue opere di pittura e scultura in mostre personali e collettive a Roma (in via Margutta, alla Galleria 88, alla Galleria La Cornice, a Palazzo Venezia), Grottaferrata, Frascati, Sperlonga e Caorle, e tenne conferenze d'arte presso il Centro internazionale di cultura “Libero de Libero” e l’Associazione culturale “Arte e Scienza”. Il suo nome è associato a quello dei maggiori artisti degli anni Cinquanta, Sessanta e Settanta. Incoraggianti critiche delle sue opere artistiche furono pubblicate dalla rivista “2 punti” e dai quotidiani Momento Sera, Il Messaggero, Daily American, L’Umanità, Reporter e Il Manifesto. I suoi dipinti interpretano in chiave figurativa, con tendenze astrattiste, paesaggi di Roma, dei Castelli romani e di Sperlonga. Sempre in chiave figurativa, sublimò su carta e su lastra metallica, utilizzando creativamente la tecnica dell’encausto, gli “Eventi” tante volte osservati sulle emulsioni fotografiche dei rivelatori di particelle elementari: a lui si deve la prima originale trasposizione artistica dell’universo subnucleare.

## Riconoscimenti
- Premio Università di Cagliari (settembre 1953).
- Premio Augusto Righi dell’Associazione Elettrotecnica Italiana (settembre 1958).

## Opere

### Opere scientifiche
L'elenco completo delle pubblicazioni di Italo Federico Quercia è pubblicato nel volume “Italo Federico Quercia – Note biografiche e documenti” edito nel 2007 in occasione del 20º anniversario della sua scomparsa, con il patrocinio della Società Italiana di Fisica (SIF), dell’Ente per le Nuove tecnologie, l’Energia e l’Ambiente (ENEA), dell’Istituto Nazionale di Fisica Nucleare (INFN) e dell’Associazione Galileo 2001 per la Libertà e la Dignità della Scienza. Di seguito sono elencate solo alcune delle opere più significative.
- About the positive excess of the hard component of cosmic ray (in coll. con B. Rispoli e S. Sciuti), Phys.Rev. (1943) 172, 516.
- Carotaggio radioattivo e neutronico (in coll. con G. Tribalto), Nuovo Cimento 3 (1947) 119.
- Sulle disintegrazioni nucleari prodotte dalla radiazione cosmica a 3.500 m s.l.m. (in coll. con J. Bushmann e B. Rispoli) Nuovo Cimento 2 (1950) 457.
- Nefelometro elettronico differenziale (in coll. con E. Del Pianto), Ric.Scient. 11 (1950).
- Problemi di Fisica sperimentale. Corso didattico di esercizi di fisica sperimentale complementare al corso di fisica sperimentale per studenti del 1° biennio della Facoltà di Scienze ed Ingegneria. Volumi I e II. Prima edizione 1948.
- Problemi di fisica sperimentale (in coll. con B. Rispoli), Libreria Eredi V. Veschi, Roma, 1950.
- Lineamenti per un progetto di elettrosincrotrone da 1 BeV a strong-focusing (in coll. con P.G. Sona), Relazione n. M 63, Sezione Acceleratore dell’Istituto Nazionale di Fisica Nucleare, Novembre 1953.
- L’impianto di radiofrequenza modulata in frequenza per l’elettrosincrotrone italiano da 1000 MeV. Parte I: Generalità e controllo di frequenza (in coll. con A. Alberigi Quaranta, F. Lepri e M. Puglisi), Relazione n. R 12, Sezione Acceleratore dell’Istituto Nazionale di Fisica Nucleare, Febbraio 1957.
- A general survey of electronics in the field of nuclear physics, Nucl. Instr. 2 (1958) 210.
- The 1100 MeV electron synchrotron of the National Laboratories of Frascati. Present state of work and Scientific Program (in coll. con lo staff di Frascati), II Conferenza di Ginevra, Sez. A-17, Settembre 1958.
- Operation at 1000 MeV of the Frascati electron synchrotron (in coll. con lo staff di Frascati), Nuovo Cimento 11 (1958) 311.
- Gli acceleratori di particelle, Universale Cappelli, Rocca San Casciano, 1961.
- L’elettrosincrotrone: introduzione e discussione del progetto del sistema a radiofrequenza (in coll. con A. Alberigi Quaranta e M. Puglisi), Suppl. Nuovo Cimento 24 (1962) 234.
- Positronium decay in the ice-water system (in coll. con G. Fabri, E. Germagnoli e E. Turrisi), Nuovo Cimento 30 (1963) 21.
- Progressi nella strumentazione per la ricerca fisica, Suppl. Nuovo Cimento 2 (1964) 602.
- Macchine acceleratrici e particelle elementari, da “Conferenze di Fisica” a cura del Ministero della Pubblica Istruzione, Ed. Feltrinelli, Milano, 1966.
- Course on physics of thin films (edited by N. A. Mancini, I. F. Quercia), Capri, August 1974, OPAC SBN IT\ICCU\PUV\0471397.

### Collaborazioni
- Collaborazioni con trasmissioni radiofoniche RAI (le registrazioni sono disponibili presso le Teche RAI)[16]: “Incontri con la scienza”, “Piccola enciclopedia popolare”, “Come e perché”, “Piccolo pianeta”, “La Scienza come scelta”, “XX Secolo”.
- Collaborazioni con opere enciclopediche: Enciclopedia Treccani, Enciclopedia Universale Rizzoli Larousse, Enciclopedia per i Ragazzi Rizzoli, Annuari enciclopedici Rizzoli, Enciclopedia Garzanti.
- Collaborazioni con numerose riviste di divulgazione scientifica, quotidiani, periodici e riviste d’arte.